# Карл-Генріх Боденшац
Карл-Генріх Боденшац (нім. Karl-Heinrich Bodenschatz; 10 грудня 1890, Регау — 25 серпня 1979, Ерланген) — німецький офіцер, генерал авіації, ад'ютант Германа Герінга. Кавалер Німецького хреста в сріблі.

## Біографія
Отримавши атестат зрілості, Боденшац 27 липня 1910 року вступив на службу фанен-юнкером в 8-й баварський піхотний полк великого герцога баденського Фрідріха II. З початком Першої світової війни полк Боденшаца був переведений на західний фронт, Боденшац командував взводом і потім ротою. З 15 липня по 20 серпня 1916 роки навчався на спостерігача в Шляйсгаймі. У жовтні 1916 року Боденшац був призначений офіцером з особливих доручень (ад'ютантом) 2-ї винищувальної ескадрильї під командуванням Освальда Бельке. Його першим дорученням на цій посаді стала організація перевезення тіла Бёльке після його смерті на батьківщину. У лютому 1917 року Боденшац був призначений ад'ютантом Манфреда фон Ріхтгофена в 11-ій винищувальній ескадрильї, а з червня — в 1-ій винищувальній ескадрі. Після смерті Ріхтгофена і Вільгельма Райнгардта командиром ескадри став Герман Герінг. З цього часу Боденшаца і Герінга пов'язувала міцна дружба.
Після закінчення війни Боденшац перейшов на службу в рейхсвер на посаду командира взводу в 45-му піхотному полку. 28 вересня 1920 року призначений командиром роти 20-го баварського піхотного полку, а з 1 березня 1921 року — 21-го баварського піхотного полку. Обіймав цю посаду до 30 вересня 1930 року. З 1 жовтня 1930 року по 31 березня 1933 року Боденшац служив в штабі комендатури Інгольштадта.
1 квітня 1933 року Боденшац був переведений на службу в Імперське міністерство авіації в Берліні, де зайняв посаду особистого радника і ад'ютанта Герінга. У 1934 році став членом Народної судової палати. У серпні 1935 року Боденшац був призначений ад'ютантом Гітлера від люфтваффе і займав цю посаду близько року.
З червня 1936 року Боденшац очолив новостворений штаб прем'єр-міністра Пруссії Герінга. 1 лютого 1938 року одержав звання генерал-майора. З квітня 1938 року й до кінця війни Боденшац був главою відомства міністра в Імперському міністерстві авіації і одночасно зв'язковим офіцером Герінга і Гітлера. 1 липня 1941 року Боденшац отримав звання генерала авіації.
У другій половині війни Боденшац служив виключно в Головній ставці Гітлера. Під час замаху на Гітлера отримав важке поранення і був комісований.
У 1945—1947 роках Боденшац знаходився в полоні у американців. До серпня 1945 року утримувався в таборі № 32 для високопоставлених воєначальників і членів НСДАП в люксембурзькому Мондорффі. Виступив свідком захисту на Нюрнберзькому процесі. Наприкінці 1948 року був визнаний невинним Ерлангенським судом, оскільки своєю кар'єрою в Третьому рейху він був зобов'язаний зв'язків, що склалися в Першу світову, і вступив в НСДАП лише 1 березня 1941 року.

## Звання
- Фанен-юнкер (27 липня 1910)
- Фенріх (12 березня 1911)
- Лейтенант (28 жовтня 1912)
- Оберлейтенант (16 березня 1916)
- Гауптман (28 вересня 1920)
- Майор (1 квітня 1932)
- Генерал-майор (1 лютого 1938)
- Генерал авіації (1 липня 1941)

## Нагороди

### Перша світова війна
- Залізний хрест 2-го і 1-го класу
- Орден «За заслуги» (Баварія) 4-го класу з мечами
- Лицарський хрест 2-го класу ордена Церінгенського лева
- Почесний нагрудний знак пілота
- Військова медаль (Османська імперія)
- Нагрудний знак пілота-спостерігача (Пруссія)
- Нагрудний знак «За поранення» в сріблі

### Міжвоєнний період
- Почесний хрест ветерана війни з мечами
- Медаль «За вислугу років у Вермахті» 4-го, 3-го, 2-го і 1-го класу (25 років)
- Пам'ятна нарукавна пов'язка «Винищувальна ескадра барона фон Ріхтгофена № 1 1917/1918»

### Друга світова війна[4]
- Золотий партійний знак НСДАП (10 грудня 1941)
- Хрест Воєнних заслуг 2-го і 1-го класу з мечами
- Орден Хреста Свободи 1-го класу з дубовим листям та мечами (Фінляндія) (25 березня 1942)
- Німецький хрест в сріблі (30 травня 1942)
- Нагрудний знак «За поранення 20 липня 1944» в золоті (20 липня 1944)
- Комбінований Знак Пілот-Спостерігач в золоті з діамантами